# 7 Pułk Artylerii Lekkiej (PSZ)

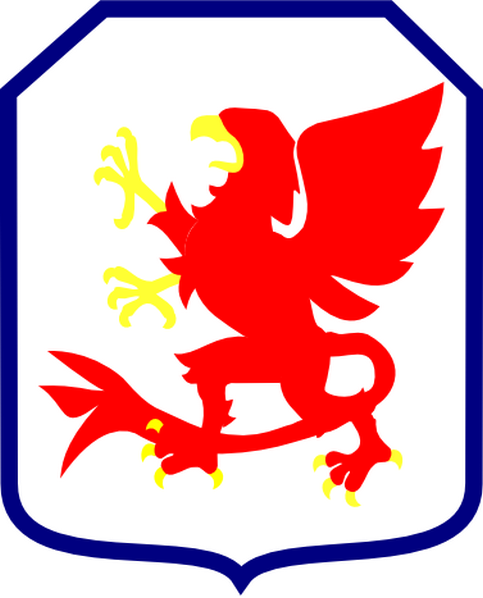
Godło 7 Dywizji Piechoty

7 Pułk Artylerii Lekkiej (7 pal) – oddział artylerii lekkiej Polskich Sił Zbrojnych.

## Formowanie i zmiany organizacyjne
Pod koniec września 1941 stan Ośrodka Zapasowego Armii w Tockoje osiągnął stan 13 500 ludzi, z uwagi na powyższe dowódca ośrodka płk dypl. Janusz Gaładyk postanowił zorganizować z dniem 29 września 1941 obok pułków piechoty, 7 Pułk Artylerii Lekkiej pod dowództwem ppłk. Zygmunta Jana Kaznowskiego. Dowódca PSZ w ZSRR gen. dyw. W. Anders rozkazami nr L.dz. 140 z dnia 20 października i L.dz. 189 z 27 października 1941 r. zlikwidował OZA, a w jego miejsce polecił utworzyć Ośrodek Organizacyjny Armii, który miał zadanie formować w składzie 7 Dywizji Piechoty, również 7 pułk artylerii lekkiej. W październiku pułk osiągnął stan 800 żołnierzy. Ze względu na brak możliwości zakwaterowania w garnizonie Bielebieja formowanej dywizji, z końcem 1941 zaprzestano formowania 7 Dywizji Piechoty, a część żołnierzy pułku rozesłano do Ośrodków Zapasowych 5 i 6 Dywizji Piechoty. Rozkazem dowódcy armii z 5 stycznia 1942 dotychczasowy 7 pal otrzymał miano Zapasowego Pułku Artylerii i pozostał w składzie OOA, w lutym wraz z nim przetransportowany został do miejscowości Guzar. 
Ponownie przystąpiono do sformowania pułku 26 stycznia 1942 w składzie nowo organizowanej 7 DP. Nowym rejonem organizacji pułku stała się miejscowość Kenimeh w Uzbeckiej Socjalistycznej Republice Radzieckiej. Na dowódcę 7 pal został wyznaczony ppłk Jan Świerczyński. Na zalążek pułku wydzielono 6 oficerów i 16 podoficerów z 5 DP. W okresie pobytu w Kenimeh pułk prowadził podstawowe szkolenie wojskowe i specjalistyczne, pomimo że była minimalna ilość broni strzeleckiej i artyleryjskiej. Jednostka borykała się z problemami zakwaterowania, klimatycznymi, wyżywienia oraz sanitarnymi. Efektem powyższego była epidemia wielu chorób zakaźnych. Pułk był organiczną jednostką artylerii 7 Dywizji Piechoty. W marcu 1942, w ramach pierwszej ewakuacji z ZSRR do Iranu szeregi pułku opuściło 130 kanonierów. Prowadzono dalsze wcielanie w szeregi ochotników i w miarę możliwości prowadzono szkolenie wojskowe oraz walkę o polepszenie kondycji zdrowotnej żołnierzy. Pomiędzy 7 i 13 sierpnia pułk transportem kolejowym przewieziony został do portu w Krasnowodzku, skąd statkiem „Beria” 19 sierpnia przybył do perskiego portu w Pahlavi. W trakcie pobytu w ZSRR w wyniku chorób zmarło 2 oficerów, 17 podoficerów i 29 szeregowych, a dalszych 3 w czasie transportu pułku na statku przez Morze Kaspijskie i po przybyciu do Pahlavi. Po kwarantannie 25 sierpnia 1942 r, 7 pal został przewieziony do Khanakin w Iraku i zakwaterowany w obozie wojskowym na pustyni. Rozpoczęto leczenie oraz polepszanie stanu zdrowotnego żołnierzy. Przeformowano pułk według etatów brytyjskich, rozpoczęto szkolenie z napływającym brytyjskim wyposażeniem i uzbrojeniem. W wyniku reorganizacji Armii Polskiej na Wschodzie w październiku 1942 r. pułk został wyłączony z 7 Dywizji Piechoty i włączony do składu Armijnej Grupy Artylerii. Jesienią 1942 do pułku przybyli jako uzupełnienie z Wielkiej  Brytanii polscy oficerowie i podchorążowie, podjęto szkolenie motorowe. W maju 1943 pułk przeniesiony został w rejon Kirkuku. 15 sierpnia 1943 oddział został przemianowany na 7 Pułk Artylerii Konnej.

## Żołnierze pułku
Dowódcy pułku'
- ppłk Zygmunt Kaznowski[6]
- ppłk Jan Świerczyński[6]

Obsada dowódcza pułku w Iraku
Dowódca pułku - ppłk Jan Świerczyński
Zastępca dowódcy pułku -
- mjr Józef Lis (IX 1942 - I 1943)[8]
- mjr Marian Jędrychowski (I - VII 1943)
- mjr Tadeusz Anders

Dowódca I dywizjonu - 
- kpt./mjr Tadeusz Anders (IX 1942 - VII 1943)[8]
- kpt. Władysław Arzymanow

Dowódca II dywizjonu -
- kpt. Paweł Nerlich-Dąbski (IX - XII 1942)
- kpt. Bolesław Łotarewicz (I - VII 1943)[8]
- kpt. Mieczysław Greczyn

Dowódca III dywizjonu -
- kpt. Kazimierz Leopold Skarżyński[8]

## Etat wojenny i organizacja pułku
- dowództwo pułku z baterią dowodzenia (sztabową)
- 2 dywizjony ogniowe:
  - 2 czterodziałowe baterie armat 76 mm
  - 1 czterodziałowa bateria haubic 122 mm

Według etatu pułk liczyć miał 85 oficerów i 970 kanonierów.
W kwietniu 1942 pułk otrzymał do szkolenia jedną armatę 76 mm.
Jesienią 1942 przeformowano pułk w/g etatów brytyjskich, w składzie: dowództwo pułku, czołówka naprawcza LAD, 3 dywizjony x 2 baterie ogniowe i bateria dowodzenia. 47 oficerów i 650 podoficerów i kanonierów. 24 haubicoarmaty 25-funtowe. 